# Chu Yung-kwang
Dans ce nom coréen, le nom de famille, Chu, précède le nom personnel.
Chu Yung-kwang (coréen : 주영광), né le 15 juillet 1931 à Pyongyang, en Corée et mort le 28 septembre 1982 à Séoul en Corée du Sud, est un footballeur international sud-coréen, qui évoluait au poste de milieu de terrain.

## Biographie

### Carrière en sélection
Avec l'équipe de Corée du Sud, il figure dans le groupe des sélectionnés lors de la Coupe du monde de 1954. Lors du mondial organisé en Suisse, il joue un match contre la Hongrie.